# Isabella Karle
Isabella Helen Lugoski, más conocida como Isabella Karle (2 de diciembre de 1921, Detroit, Míchigan-3 de octubre de 2017, Arlington, Virginia) fue una investigadora estadounidense que se destacó por el desarrollo de técnicas para determinar la estructura tridimensional de moléculas por cristalografía de rayos X. Karle recibió varios premios y reconocimientos por sus contribuciones científicas, como la Medalla Nacional de la Ciencia, y el Premio de la Armada al Servicio Civil Distinguido.

## Biografía

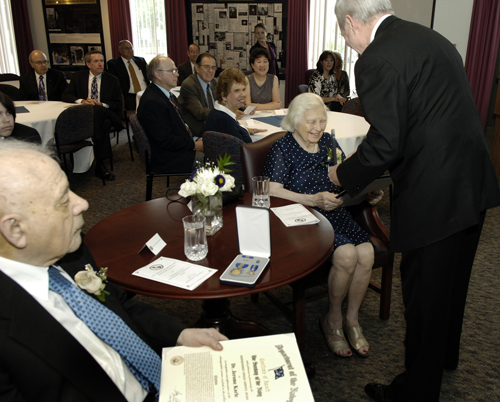
Isabella (sentada en el centro) y Jerome Karle (al fondo a la izquierda) en su ceremonia de jubilación en 2009.

Isabella Helen Lugoski nació en Detroit, Míchigan, EE. UU., el 2 de diciembre de 1921, en el seno de una familia de inmigrantes polacos. Decidió estudiar la carrera de Química tras cursar un año de esta asignatura en la escuela. Asistió con una beca a la Universidad de Míchigan y se licenció en Fisicoquímica a los diecinueve años. Posteriormente completó un máster en Ciencia y un doctorado en Ciencias Físicas en 1940. Durante su estancia en la universidad conoció a Jerome Karle, con el que se casó en 1942.
Isabella Karle trabajó en el Proyecto Manhattan durante la Segunda Guerra Mundial, en el desarrollo de técnicas para la extracción de cloruro de plutonio a partir de materiales con contenido de óxido de plutonio. Al acabar la guerra, volvió por un breve tiempo a Míchigan, donde fue la primera mujer miembro de la facultad de Química.
En 1946, empezó a trabajar en el Laboratorio de Investigación Naval de los Estados Unidos, donde permaneció hasta el final de su carrera. Allí realizó importantes avances en el desarrollo de aplicaciones prácticas para las ideas de su marido para resolver la estructura de cristales mediante el análisis directo de la difracción de rayos X. Sus contribuciones fueron clave para confirmar experimentalmente la validez de estos métodos, por los que Jerome Karle y su colaborador Herbert Hauptman obtuvieron el premio Nobel de Química de 1985. Usando estas técnicas, Isabella Karle logró determinar la estructura de numerosas moléculas orgánicas, como esteroides, alcaloides, toxinas, ionóforos y péptidos. Además del impacto de esta área de investigación en química y biología, en el desarrollo de productos farmacéuticos y en medicina, las estructuras elucidadas por Karle sirvieron de base para el desarrollo de métodos computacionales en la cristalografía de rayos X. Fue elegida socia de la Academia Estadounidense de las Artes y las Ciencias en 1993. También ha sido Presidente de la Asociación Americana de Cristalografía, y miembro de varios comités nacionales para el avance de la química y cristalografía.
En julio de 2009, se jubiló junto a su marido después de más de sesenta años al servicio del Gobierno de Estados Unidos. La ceremonia de jubilación contó con la presencia del entonces Secretario de la Armada de los Estados Unidos, Rayo Mabus, quien otorgó a ambos investigadores el Premio de la Armada al Servicio Civil Distinguido, el máximo reconocimiento otorgado a empleados civiles de la Armada estadounidense.
El 3 de octubre de 2017 falleció en un centro de cuidados paliativos de Arlington (Virginia) a consecuencia de un tumor cerebral.

## Premios
Isabella Karle recibió numerosos premios y reconocimientos, entre ellos:
- Medalla Garvan-Olin (1978), otorgada a mujeres estadounidenses que se han distinguido en el campo de la química.
- Premio Gregori Aminoff (1988), concedido por la Real Academia de las Ciencias de Suecia por contribuciones destacadas en cristalografía.
- Premio Bower (1993), reconocimiento del Instituto Franklin a los logros científicos. Karle fue la primera mujer que recibió este premio.
- Medalla Nacional de la Ciencia (1995), el más alto reconocimiento científico en los Estados Unidos.
- Premio al Servicio Civil Distinguido (2009).